# Ахо (Аризона)
Ахо (англ. Ajo) — переписна місцевість (CDP) в США, в окрузі Піма штату Аризона. Населення — 3039 осіб (2020).

## Географія
Ахо розташоване за координатами 32°23′32″ пн. ш. 112°53′2″ зх. д. / 32.39222° пн. ш. 112.88389° зх. д. (32.392279, -112.883874). За даними Бюро перепису населення США в 2010 році переписна місцевість мала площу 86,32 км², уся площа — суходіл.

### Клімат
| Клімат : Ахо                                             | Клімат : Ахо | Клімат : Ахо | Клімат : Ахо | Клімат : Ахо | Клімат : Ахо | Клімат : Ахо | Клімат : Ахо | Клімат : Ахо | Клімат : Ахо | Клімат : Ахо | Клімат : Ахо | Клімат : Ахо | Клімат : Ахо |
| Показник                                                 | Січ.         | Лют.         | Бер.         | Квіт.        | Трав.        | Черв.        | Лип.         | Серп.        | Вер.         | Жовт.        | Лист.        | Груд.        | Рік          |
| Абсолютний максимум, °C                                  | 29,4         | 33,3         | 36,7         | 39,4         | 43,9         | 46,1         | 47,2         | 46,1         | 45,0         | 41,7         | 35,0         | 31,1         | 47,2         |
| Середній максимум, °C                                    | 18,3         | 20,9         | 23,4         | 27,8         | 31,9         | 37,6         | 39,0         | 38,3         | 36,2         | 30,4         | 23,3         | 18,4         | 28,8         |
| Середній мінімум, °C                                     | 6,7          | 8,3          | 10,1         | 13,3         | 17,6         | 22,5         | 25,3         | 24,6         | 22,4         | 17,3         | 11,1         | 6,8          | 15,5         |
| Абсолютний мінімум, °C                                   | −8,3         | −5,6         | −2,8         | 1,7          | −0,6         | 10,0         | 14,4         | 13,9         | 9,4          | 0,0          | −1,1         | −5,6         | −8,3         |
| Днів з дощем                                             | 2,6          | 2,6          | 3,1          | 1,4          | 0,7          | 0,4          | 3,4          | 5,0          | 2,7          | 2,2          | 1,9          | 2,9          | 28,9         |
| -------------------------------------------------------- | ------------ | ------------ | ------------ | ------------ | ------------ | ------------ | ------------ | ------------ | ------------ | ------------ | ------------ | ------------ | ------------ |
| Джерело: National Oceanic and Atmospheric Administration |              |              |              |              |              |              |              |              |              |              |              |              |              |

## Демографія
Згідно з переписом 2010 року, у переписній місцевості мешкали 3304 особи в 1512 домогосподарствах у складі 891 родини. Густота населення становила 38 осіб/км². Було 2175 помешкань (25/км²).
Расовий склад населення:
| - 75,1 % — білих - 9,9 % — корінних американців - 1,1 % — азіатів - 0,9 % — чорних або афроамериканців - 0,1 % — вихідців з тихоокеанських островів - 8,8 % — осіб інших рас |

До двох чи більше рас належало 4,2 %. Частка іспаномовних становила 38,3 % від усіх жителів.
За віковим діапазоном населення розподілялося таким чином: 18,6 % — особи молодші 18 років, 51,3 % — особи у віці 18—64 років, 30,1 % — особи у віці 65 років та старші. Медіана віку мешканця становила 51,7 року. На 100 осіб жіночої статі у переписній місцевості припадало 98,1 чоловіків; на 100 жінок у віці від 18 років та старших — 96,6 чоловіків також старших 18 років.
Середній дохід на одне домашнє господарство становив 46 247 доларів США (медіана — 32 964), а середній дохід на одну сім'ю — 40 846 доларів (медіана — 39 917). Медіана доходів становила 40 048 доларів для чоловіків та 34 290 доларів для жінок. За межею бідності перебувало 33,6 % осіб, у тому числі 51,1 % дітей у віці до 18 років та 10,5 % осіб у віці 65 років та старших.
Цивільне працевлаштоване населення становило 1181 осіб. Основні галузі зайнятості: освіта, охорона здоров'я та соціальна допомога — 28,7 %, мистецтво, розваги та відпочинок — 24,7 %, публічна адміністрація — 21,3 %.

## Історія
В Ахо розташовувався один з найбільших мідних рудників у світі. Мідну руду тут добували з 1847 року до 1985, коли видобуток зупинився через падіння цін на мідь.